# 盛势
《盛势》，是一部2018年播出的中国大陆青春偶像剧，改编自作家柴鸡蛋的小说《势不可挡》。该剧由导演杨龙执导，龚俊、徐峰主演。
本剧于2016年开机，原定于2017年4月14日在腾讯上线，后改为于2018年2月13日在漫放app上线。

## 简介
热血青年夏耀阴差阳错与退伍兵袁纵相识，从而引发一系列搞笑又感人的故事。

## 演员列表
| 演员   | 角色   | 介绍                                                             | 配音 |
| 龚俊   | 夏耀   | 京城脚下的一名热血青年，家境殷实富正义感，后加入袁縱的保镖公司。 | 班闯 |
| 徐峰   | 袁纵   | 袁茹的哥哥，退伍特种兵, 保镖公司老板。                           | 郑希 |
| 李乔丹 | 袁茹   | 袁纵的妹妹，喜欢夏耀。                                           |      |
| 蒙恩   | 宣大禹 | 夏耀的发小，偷偷暗恋着夏耀，后与王治水成为一对CP                 |      |
| 梁雪峰 | 王治水 | 与宣大禹是一对CP                                                 |      |
| 陈汛   | 彭泽   | 夏耀和宣大禹的好朋友，与李真真是一对CP                           |      |
| 徐鹤尼 | 李真真 | 与彭泽是一对CP                                                   |      |